# 国民革命军炮兵
国民革命军砲兵是国民革命军的一个兵种。

## 历史沿革
黄埔军校从第二期开始设立炮兵科。1924年底，蒋介石以在校的黄埔二期生为骨干组建了一个炮兵营，蔡忠笏为营长，下设3个连，校长办公厅特别官佐陈诚为第1连连长，蔡忠笏自兼第2连连长，罗卓英为第3连连长，全营装备1924年10月运抵广州的苏联援助的山炮和野炮，这是国民革命军组建的第一支炮兵部队。北伐前国民革命军编为八个军，每军下辖1个炮兵营，装备苏联提供的火炮。
二次北伐开始后，1928年4月蒋介石任命陈诚为国民革命军总司令部警卫司令兼总司令部炮兵指挥官，指挥炮兵第一团姚永安、炮兵第二团杨德良。
1928年北伐结束后，开始编练炮兵，共编成炮兵8个团，第一、二、三、五团为卜福斯山炮；第四、七团为三八式野炮；第六团为克式野炮；第八团为榴弹炮。山炮和榴弹炮团各4个营，野炮团为3个营。1929年三月17日全国编遣会议在南京通过《国军编遣进行程序大纲》规定，编遣后的全国陆军便有炮兵团16个。
东北易帜时，张学良的东北军辖东北独立炮兵第一至第十团。九一八事变爆发时，东北军留驻关外的炮兵部队只有独立炮兵第九、第十团，分别在吉林省、黑龙江省驻防防备苏联，被日军缴获。
1930年中原大战时，阎锡山的晋军设炮兵司令周玳，辖7个炮兵旅。阎锡山战败下野后，张学良将晋军炮兵改编为山西炮兵监，辖3个旅，晋军炮兵第一至第十团依中央炮兵番号改称第二十一至第三十团。
1932年冬，军委会将第一、第五团编成第一旅；第二、第三团编为第二旅，其余各团由训练总监部炮兵监负责整训。
1934年12月，陈诚任军事委员会陆军整理处处长。1935年3月1日在武昌正式成立陆军整理处，杨正治为副处长，杨杰、周亚卫、俞大维、邹作华、卢致德、郑大章、冯庸等人为研究委员。各种部队包括中央军、东北军、西北军、晋军、川军、滇军等共有180师、94旅和40个独立团。炮兵共有炮567门，其中已不能使用的110门。1935年3月，武昌行营设立炮兵整理处，专负整理炮兵之责。陈诚决定现有可用火炮457门编成两团制独立炮兵旅4个，独立团5个，独立营4个。
整理师辖师属野炮1个团，加之两个步兵旅的装备，共有步兵炮24门、迫击炮24门、野炮36门。调整师辖师属炮兵1个营。  
1931年12月1日，国民革命军陆军炮兵学校在南京三牌楼军政部对面的旧卅三标营房成立炮兵学校是在南京第一个开办的兵科学校。第一期录取116名学员。学制为一年。术科的训练时间占一半以上。校长周斌/邹作华/蒋中正兼（1935年4月1日起），教育长歷任为张亮清少将/周斌中将/邹作华/史文桂/金镇。学校设教育处（少将处长歷任李瑞浩/项致庄/邵百昌/赵以宽/金镜清/王和华/石济儒）、政治部、射击场管理处。教育处内设教育室、军械室、副官室、秘书室、战术组、兵器组、筑城组、射击组、观测组、通信组、马术及驭法组等。1932年4月，校址迁往丁家橋南洋劝业会房舍。1935年7月28日炮校第四期移駐南京城东湯山（故號「湯山部隊」、汤山炮校）。1937年11月遷湖南零陵县城。1938年1月迁往桂林，不久又回驻零陵，2月下旬开始上课。1938年11月中旬长沙大火后，学校迁往广西鹿寨。1938年11月下旬，炮校经广西柳州、河池、南丹等地长途徒步行军，1939年1月学校到贵州都匀，在都匀一中继续办学，因此俗称都匀炮校。 1946年4月迁返汤山。1948年底南迁贵阳、云南沾益。1949年12月教育长李康庵率领部分人员于云南曲靖投共。

## 炮兵编制序列

### 炮兵旅序列
武汉会战后，调整编并：
- 炮兵第一旅：瑞典卜福斯式75山炮。辖3个山炮团，每团2个营6个连，每连以卜式山炮3门编成。旅长黄永安、史文桂、洪士奇、彭孟缉兼黔桂湘边区炮兵指挥官
  - 炮兵第1团 装备博福斯山炮二十四门（第1营、第2营）
  - 炮兵第五团：装备博福斯山炮二十四门（第1营、第2营）。团长史宏熹、李康庵
- 炮兵第二旅兼陕东河防炮兵指挥官：瑞典卜福斯式75山炮。辖3个团，每团3个营9个连，以野炮、榴弹炮混合编成。旅长蔡忠芴 黄正成
  - 炮兵第2团 装备博福斯山炮二十四门（第1营、第2营）
  - 炮兵第3团 装备博福斯山炮二十四门（第1营、第2营）
- 炮兵第三旅辖3个团，每团3个营9个连，以野炮、榴弹炮混合编成；旅长王若卿
- 炮兵第四旅辖3个团，每团3个营9个连，每连以轻迫击炮4门编成；
- 炮兵第五旅辖第六、第九团，每团3个营9个连。旅长金镇
  - 第六团每连以轻迫击炮4门编成
  - 第九团以轻重士B德及六年式山炮混合编成；
- 炮兵第六旅兼第一战区炮兵指挥所：东北军，克式野炮。旅长黄永安、王观洲。1943年夏旅部撤销
  - 炮兵第十七团：三营六连制
  - 炮兵第十二团：三营九连制
- 炮兵第七旅：机械化野战重炮旅
  - 第十团：三营六连制，每连以十五生榴炮4门编成
  - 第十一团三营九连制，每连以十五生榴炮4门编成
  - 第十四团三营六连制，全团共计十五生榴炮17门。
- 炮兵第八旅：东北军，民十四式77野炮―遼造十四式77野砲。旅长刘翰东
  - 炮兵第十五团
  - 炮兵第十六团

- 第四战区炮兵总指挥（彭孟缉）
- 第六战区（孙连仲） 炮兵指挥部（刘倚衡）
- 第九战区炮兵指挥官（王若卿）
- 中国远征军炮兵指挥官（邵百昌）
- 驻印部队（史迪威）炮兵总指挥（金镇）

1944年1月军政部命令各战区炮兵指挥部一律撤销。

### 炮兵团序列
- 炮兵第一团（李康庵）
- 炮兵第二团（张缉熙）
- 炮兵第三团（侯志磐 孟渊）
- 独立炮兵第四团：日三八式75毫米野炮孔庆桂、蒋公权
- 炮兵第五团：团长史宏熹、李康庵、刘措宜 林潞生
- 独立炮兵第六团：日三八式75毫米野炮纪毓鲁、胡屏章 程维翰
- 独立炮兵第七团：中央军克式野炮。团长张广厚、郑琦 陈竸清 吕钦黄 林潞生。
- 独立炮兵第八团：民十四式十五生榴弹炮――辽十四式娄绍凯 周心糓 邓善谋
- 独立炮兵第九团：广东省所属12门法制士奈德式75毫米山炮、52门施耐德75毫米极轻便山炮编成重山炮1个营、轻山炮2个营。团长廖瑾瑜、广雨岩
- 独立炮兵第十团。机械化重炮兵，德制十五生榴弹炮24门，编为3营6连制。彭孟缉\郑瑞、杨宗藩 胡克先
- 炮兵第十一团（罗直云）
- 炮兵第12团（侯志磐）
- 炮兵第十三团（吴宗礼 黄幼勉）
- 炮兵第十四团（吕国桢 梁均）
- 炮兵第十五团：西安事变被包围缴械，连长以上除一人外均撤换。
- 炮兵第十六团（刘焞）
- 独立炮兵第十七团：民十四式十五生榴弹炮――遼造十四式77野砲
- 炮兵第十八团（湛先耀 熊再勋）
- 炮兵第十九团（金定洲）
- 炮兵第二十一团（杨友梅）
- 炮兵第23团（侯殿成）
- 炮兵第二十四团（李翰斋）
- 炮兵第25团（刘振蘅）
- 炮兵第27团（阎作霖）
- 炮兵第28团（郑仪）
- 炮兵干部团（郭如彬）
- 炮兵第二十九团（王朔叔代）
- 独立步兵炮团：第32师所属炮兵团重迫营与独立重迫第一、第二、第三营合编。辖4个重迫营。
- 独立山炮第一、第二、第三营
- 独立野炮第四、第五、第六营

## 战防炮兵
- 战防炮教导总队（张权）
- 炮兵第五十一团（赵继和 李道恭）
- 战防炮第52团（周宇寰 张权）
- 战防炮第五十四团赵纲
- 炮兵第五十七团（刘文钊 朱式勤）

## 高射炮兵
1932年一二八淞沪抗战后，为加强防空，1933年在杭州成立了高射炮训练班及人民防空研究班，继即又设立了防空学校。1934年和1935年先后购得卜福斯75高射炮28门，成立高射炮兵6个连，归防空学校督训。高炮部队总指挥为黄镇球，坐镇防空总监部：
- 炮兵第四十一团：1937年新购装备德国制博福斯75mm口径高射炮28门、德国制十八年式37mm口径高射炮36门、瑞士制造的索罗通高平两用机关炮(Solothurn)20mm口径，48门。另附13.2厘米高射机关枪，成立高射炮兵团，辖5个营18个连。团长李申之。
- 炮兵第四十二团：装备瑞士制索罗通20mm口径高平两用机关炮108门。辖5个营16个连。团长胡家烈
- 炮兵第四十三团：1938年成立，辖5个营15个连。
- 炮兵第四十四团：1941年陕甘防空部队及独立高射炮兵营编成，辖4个营14个连。
- 炮兵第四十五团：由苏联购得的7.62厘米高射炮20门，编成一个营，与防空学校原有7.5厘米炮6个连合并。辖3个营10个连。1942年接收美国装备，辖3个营12个连。
- 炮兵第四十六团：1942年准备接收美国援助的高炮，以炮兵第四十五团扩编。辖3个营12个连。
- 炮兵第四十七团，1942年准备接收美国援助的高炮。辖3个营9个连。
- 炮兵第四十八团：1941年冬为掩护长江航运及滇边公路之安全成立，辖3个营9个连。
- 炮兵第四十九团：1941年冬为掩护长江航运及滇边公路之安全成立，辖3个营9个连。团长宫龙阁 文山。
- 独立高射炮兵营：1939年将原属武汉警备司令部高射炮队剩余的4.0及2.0厘米炮14门，归防空学校督训。
- 测量总队。

因美国军械无法内运，抽调3个高射炮团赴印度编组，各团无武器的20个连裁撤。湘、陕两省高射枪炮部队编入炮兵第四十三、第四十四团建制。
1943年，全国高射炮兵部队实施了分区指挥：
- 第一区：指挥部位于重庆。指挥范围为：四川境内
- 第二区：指挥部位于巴东。指挥范围为：湖北、湖南。
- 第三区：指挥部位于桂林。指挥范围为：粤汉、湘桂二路及闽赣二省
- 第四区：指挥部位于昆明。指挥范围为：滇黔地区
- 第五区：指挥部位于西安。指挥范围为：陕甘宁与豫西地区

1946年空军拥有高射炮团8个，每团配备75毫米、76.2毫米高射炮156门及高射机枪12挺。

## 化学炮兵
1933年2月军政部兵工总署创建化学兵，成立学兵队（化学兵队简称）。李忍涛任队长，培养化学兵干部。西安事变发生后，化学兵队同中央军校特科学员编为迫击炮2个中队，携带所有化学战装备开赴华阴准备对东北局与红军开展化学作战。
1937年抗战开始后，急需防毒教育。1937年8月在军政部内成立（化）学兵管理处，管理防毒军官。9月成立干部训练班，编制6个中队，补充士兵，成为正式化学部队。1937年12月转进湘西。1938年底，学兵队改称学兵总队，将6个中队改编成2个大队。1939年3月总队移驻泸县纳溪，2个大队改编成2个化学迫击炮团，装备82迫击炮。增设步兵2个团。1939年9月军政部学兵管理处正名为军政部防毒处，在每战区设防毒分处。
1943年2个化学炮团奉调出国编入驻印军。第一团装备4.2英寸化学迫击炮，第二团因战争情况需要改为步兵。国内2个步兵团改为化学炮团，其中1个团赴缅后又改为步兵团。1944年驻印军化学炮团同国内2个化学炮团改为重迫击炮第十一、第十三、第十四团。原属化学兵之步兵第一团于1945年改隶第六十七师脱离化学兵建制。1945年驻昆明高射炮营改编为独立重迫击炮营。国内增建迫击炮第五团。
抗战胜利时化学兵辖4个化学迫击炮团，各装备4.2英寸化学迫击炮72门。
- 重迫炮第一团（梁顺德 徐懋禧）
- 重迫炮第二团（江讯中\谷宗仁 廖治民）
- 重迫炮第三团（郭彦\涂键）
- 重迫炮第四团（黄伯容\周钟懿、杨云鹄）

## 要塞炮兵
抗战前，重点整理和新建了南京、镇江、江阴、宁波、虎门、马尾、厦门、南通、连云港9个要塞，拥有炮台41座，各型火炮273门。抗战中，基本未发挥作用。

## 火炮与弹药生产
抗战前，各厂产量：
- 金陵兵工厂：年产八二迫击炮不高于565门[9]
- 上海兵工厂：月产6门克式75×14山炮（1905年沪厂始制)
- 汉阳兵工厂：月产七五山炮2门。